# 毛花树萝卜
毛花树萝卜（学名：Agapetes pubiflora），为杜鹃花科树萝卜属下的一个植物种。